# الشرقى الاسفل (مدينة حجة)

تعديل مصدري - تعديل

الشرقي الاسفل هي إحدى قرى عزلة عبس بمديرية مدينة حجة التابعة لمحافظة حجة، بلغ تعداد سكانها 385 نسمة حسب تعداد اليمن لعام 2004.